# Kitāb Sulaim ibn Qais
Das Kitāb Sulaim ibn Qais (arabisch كتاب سليم بن قيس ‚Buch von Sulaim ibn Qais‘) ist eine Sammlung von Berichten über die islamische Frühzeit, die als das älteste Buch der Schia gilt und von den Zwölfer-Schiiten stark verehrt wird. Das Buch, das auch unter den Titeln Aṣl Sulaim ibn Qais oder auch Kitāb as-Saqīfa bekannt ist, liegt in mehreren Druckausgaben und Handschriften vor und wird Sulaim ibn Qais, einem angeblichen Gefolgsmann des vierten Kalifen ʿAlī ibn Abī Tālib (gest. 660), zugeschrieben. Zentrales Thema des Buches ist der Anspruch der Familie des Propheten Mohammed auf die Führung der Muslime sowie ihre Verdrängung von der Macht durch ein Komplott verschiedener Prophetengefährten, das schon vor Mohammeds Tod geschmiedet wurde.
Über die Authentizität des Buches und die Existenz Sulaims wurden in der Schia lebhafte Debatten geführt. In der modernen Forschung wird das Kitāb Sulaim ibn Qais seit Ignaz Goldziher als ein pseudepigraphisches Werk betrachtet. Sein Kernbestand wird auf die Zeit kurz vor der abbasidischen Machtergreifung um die Mitte des 8. Jahrhunderts datiert.

## Sulaim und sein Buch nach der schiitischen Überlieferung
Nach der schiitischen Überlieferung war Abū Sādiq Sulaim ibn Qais al-Hilālī, nach dem das Buch benannt ist, ein Angehöriger des Stammes der Banū Hilāl, der sich in seiner Jugend ʿAlī ibn Abī Tālib anschloss und 657 an der Schlacht von Siffin teilnahm. Zu dieser Zeit war er vierzig Jahre alt. Noch zu Lebzeiten ʿAlīs begann Sulaim damit, dessen Berichte über die Ereignisse und dramatischen Konflikte, die auf den Tod des Propheten folgten und die Geschichte der ersten Kalifen beherrschten, zu sammeln und schriftlich zu fixieren. Nach der Ermordung ʿAlīs und dem Beginn der repressiven anti-alidischen Politik der ersten Umayyaden wurde Sulaim durch den grausamen Gouverneur al-Haddschādsch ibn Yūsuf gesucht, der ihn töten wollte. Er floh daraufhin mit seinem Buch aus dem Irak und fand in Südiran in dem Dorf Naubandadschān in der Provinz Fars Zuflucht. In hohem Alter vertraute er seine Aufzeichnungen dem noch jungen Fīrūz Abān ibn Abī ʿAiyāsch an. Kurze Zeit später starb er und wurde in Naubandadschān begraben. Al-Māmaqānī vermutete, dass er im Jahre 76 der Hidschra (= 695/696 n. Chr.) starb.
Nach der schiitischen Überlieferung war Abān ibn Abī ʿAiyāsch über den Inhalt des Buches, das ihm Sulaim anvertraut hatte, erstaunt und reiste deswegen damit nach Basra, Mekka und Medina, um sich seinen Inhalt von den dortigen Gelehrten und Zeitzeugen bestätigen zu lassen. In Medina gab er es dem vierten Imam ʿAlī ibn Husain Zain al-ʿĀbidīn zu lesen, der daraufhin ausgerufen haben soll: „Alles, was Sulaim gesagt hat, ist wahr, Gott möge mit ihm Erbarmen haben. All dies ist Teil unserer Lehre und wir wissen davon.“ Auch al-Hasan al-Basrī bestätigte ihm die Richtigkeit des Inhalts. Kurz vor seinem Tod im Jahre 138 (= 755-56 n. Chr.) soll Abān einen Traum gehabt haben, in dem ihm Sulaim erschien und seinen Tod voraussagte und ihn dazu aufforderte, sein Testament zu machen. Abān übergab daraufhin das Buch dem schiitischen Traditionarier ʿUmar ibn Udhaina (gest. ca. 785), der ein Schüler von Dschaʿfar as-Sādiq und Mūsā al-Kāzim war. Nach der schiitischen Überlieferung war es dieser ʿUmar ibn Udhaina, der dem Buch eine große Verbreitung verschaffte, indem er es an sieben Hadith-Gelehrte aus Basra und Kufa weiterleitete, die davon jeweils eigene Kopien anfertigten. Alle heutigen Handschriften des Werkes sollen auf diese sieben ersten Kopien zurückgehen.

## Textgeschichte
Das Kitāb Sulaim ibn Qais gilt allgemein als das älteste literarische Werk der Schia. Allerdings wird es in gesicherten arabischen Quellen nicht vor dem frühen 10. Jahrhundert erwähnt. Der erste Autor, der auf Sulaim als Verfasser eines Buches verweist, war al-Masʿūdī (gest. 957). Er vermerkt, dass sich die Zwölfer-Schia bei der Lehre von den zwölf Imamen auf dieses Buch stützte. Die im Kitāb Sulaim ibn Qais zitierten Überlieferungen finden sich allerdings auch in vielen anderen schiitischen Hadith-Werken, wie al-Kāfī von al-Kulainī (gest. 941) und dem Kitāb al-Ḫiṣāl von Ibn Bābawaih (gest. 992), und sie werden dort ebenfalls über Abān auf Sulaim zurückgeführt. Inhaltliche Überschneidungen ergeben sich auch mit verschiedenen Berichten in der Sammlung Nahdsch al-Balāgha.
Die große Popularität des Kitāb Sulaim ibn Qais in der Vormoderne lässt sich an der großen Anzahl von Handschriften erkennen. Az-Zandschānī, der eine Druckedition erstellte, zählte insgesamt 69 Handschriften, die über Bibliotheken in Nadschaf, Mekka, Medina, Isfahan, Teheran und Lucknow verstreut sind. Die einzelnen Handschriften unterscheiden sich allerdings erheblich in der Länge und der Anzahl der Traditionen, die sie einschließen. Die erste Druckausgabe erschien 1942 in Nadschaf, danach wurde das Werk mehrfach in Nadschaf, Beirut, Ghom und Teheran gedruckt. Diese erste Ausgabe sowie die von al-ʿAlawī al-Hasanī al-Nadschafī vorgenommene Beiruter Edition von 1994 basieren auf einer Handschrift, die ursprünglich dem schiitischen Gelehrten al-Hurr al-ʿĀmilī (gest. 1693) gehörte.
Für die Forschung wird heute üblicherweise die dreibändige Edition von Muhammad Bāqir al-Ansārī az-Zandschānī al-Chū'īnī (Ghom 1995) verwendet. Sie enthält im ersten Band eine Einführung zu angeblichem Autor, Werk und Textüberlieferung, im zweiten Band die Edition des Textes und im dritten Band eine Reihe von Indizes sowie die Belegung (taḫrīǧ) der vorkommenden Hadithe. Der Text dieser Edition ist in 98 Berichte eingeteilt, die jeweils als Hadith bezeichnet werden. Die ersten 48 Berichte Traditionen finden sich in der Mehrzahl der Handschriften, die Traditionen 49 bis 70 nur in einigen Handschriften, und die Traditionen 71 bis 98 sind Exzerpte aus anderen Werken, in denen Sulaim zitiert wird. 1999 erschien in Ghom eine vereinfachte einbändige Ausgabe für die breite Öffentlichkeit. Daneben wurde das Werk auch ins Persische, Türkische, Urdu und Englische übersetzt.

## Inhalt
Die im Kitāb Sulaim ibn Qais enthaltenen Berichte befassen sich zum größten Teil mit den Geschehnissen vor und nach dem Tode des Propheten, wobei über einzelne Ereignisse auch mehrere Berichte vorliegen. Als Hauptgewährsleute für diese Berichte erscheinen ʿAlī ibn Abī Tālib und seine drei Gefährten Abū Dharr al-Ghifārī, Salmān al-Fārisī und al-Miqdād ibn ʿAmr. Bei Berichten, die Sulaim von einem der drei Gefährten gehört hat, lässt er sich deren Richtigkeit nachträglich von ʿAlī bestätigen.
Wie bereits einer der Titel verrät, unter dem das Buch bekannt ist, ist eines der zentralen Themen die Versammlung der Prophetengefährten in der Saqīfa ("Hof, Pergola") der Banū Sāʿida nach dem Tode Mohammeds, bei der Abū Bakr zum neuen Führer der Muslime ausgerufen wurde, während ʿAlī ibn Abī Tālib und die anderen Mitglieder der Prophetenfamilie gerade mit der Leichenwaschung beschäftigt waren. Die Ausrufung Abū Bakrs zum neuen Herrscher wird hierbei als Ergebnis eines Komplotts beschrieben, das schon vor dem Tod Mohammeds von ʿUmar ibn al-Chattāb, Abū Bakr und Abū ʿUbaida ibn al-Dscharrāh geschmiedet wurde. Dieses zielte darauf ab, Mohammed und seine Familie zu beseitigen, um selbst die Macht ergreifen und den Charakter der neuen Religion entstellen zu können. Anlass für diesen Komplott soll die Designation ʿAlīs zum Nachfolger des Propheten am Ghadīr Chumm gewesen sein. Um zu verhindern, dass ʿAlī die Herrschaft erlangt, schlossen die genannten Prophetengefährten einen Pakt, den sie schriftlich auf einem Blatt (ṣaḥīfa) fixierten, das sie in der Kaaba deponierten. Die Verschwörung soll zum ersten Mal wirksam geworden sein, als ʿUmar den Propheten kurz vor seinem Tode davon abhielt, sein Testament schriftlich zu fixieren, mit dem Argument, dass sein gesundheitlicher Zustand dies nicht erlaube. Infolgedessen konnte Abū Bakr der Prophetentochter Fātima nach dem Tode Mohammeds das Landgut Fadak entziehen, das ihr eigentlich als Erbe ihres Vaters zustand. Aber auch der plötzliche Tod Mohammeds selbst wird auf diese Verschwörung zurückgeführt, denn in Bericht 42 wird er als Ergebnis einer absichtlich herbeigeführten Vergiftung beschrieben. Mohammed selbst soll schon vor seinem Tod das tragische Schicksal seiner Familie und seiner Nachkommen vorausgesehen und diesbezügliche Prophezeiungen gemacht haben.
Neben den Ereignissen nach dem Tode des Propheten werden in dem Kitāb Sulaim auch verschiedene Ereignisse aus dem ersten Bürgerkrieg (656–661) behandelt wie die Kamelschlacht, die Schlacht von Siffin und die umaiyadische Machtergreifung nach dem Tode ʿAlīs. Wichtigste Intention des Buches ist, die Überlegenheit von ʿAlī ibn Abī Tālib sowie die ungerechte Behandlung, die er erfahren hatte, aufzuzeigen. Unter den Gegnern ʿAlī werden neben ʿUmar, Abū Bakr und Abū ʿUbaida auch az-Zubair ibn al-ʿAuwām, ʿĀ'ischa bint Abī Bakr, ʿAmr ibn al-ʿĀs und Muʿawiya ibn Abī Sufyān erwähnt, also genau diejenigen Personen, von denen man sich nach der rāfiditisch-schiitischen Lehre des 8. Jahrhunderts lossagen sollte. Das Buch enthält auch einen Brief, der angeblich von Muʿāwiya an seinen Statthalter Ziyād ibn Abīhi gesandt und heimlich von Sulaim kopiert wurde. In diesem Brief erscheint Muʿāwiya als ein Herrscher, der eine dezidiert diskriminierende Politik gegenüber den Nicht-Arabern betreibt.
Neben den Berichten über Ereignisse aus der islamischen Frühzeit finden sich in dem Buch auch verschiedene Fragen, die Sulaim an ʿAlī gerichtet haben soll, sowie ʿAlīs Antworten darauf. So befragt Sulaim ʿAlī zum Beispiel im ersten Teil von Bericht 10 über die Unterschiede zwischen den Schiiten und ihren Gegnern im Tafsīr und Hadith. In seiner Antwort teilt ʿAlī die Traditionarier in vier Typen ein: 1. Heuchler; 2. solche, die Mohammed ohne spezielle Absicht Berichte unterschieben, 3. solche, die bei Überlieferung Abrogierendes und Abrogiertes durcheinanderbringen, und 4. zuverlässige Traditionarier.

## Die schiitische Debatte über die Authentizität des Werks
Einige schiitische Gelehrte des Mittelalters äußerten Zweifel an der Authentizität dieses Buches. So stritt der imamitische Gelehrte Ibn al-Ghadā'irī (gest. 1020) die Existenz Sulaims gänzlich ab und trug die Auffassung vor, bei dem in seinem Namen überlieferten Buch handle es sich um eine Fälschung von Abān ibn Abī ʿAiyāsch. Sein unmittelbarer Zeitgenosse, der Theologe asch-Schaich al-Mufīd (gest. 1022), erklärte, dass einige Angaben in dem Buch verderbt sein und nicht als echt betrachtet werden dürften. Auch der muʿtazilitische Gelehrte Ibn Abī l-Hadīd (gest. 1258), der sich gut mit der schiitischen Literatur auskannte, stellte die Existenz von Sulaim offen in Frage und trug die Auffassung vor, „dass dieser Mann eine reine Erfindung der Einbildung war, und niemals ein solcher Autor nie existierte, vielmehr das ihm zugeschriebene Buch die Erfindung eines Fälschers war.“
Diese Zweifel an der Existenz Sulaims wurden jedoch ab dem 14. Jahrhundert von al-ʿAllāma al-Hillī und anderen schiitischen Autoren zurückgewiesen. Spätere Autoren stützten sich bei ihrer Verteidigung der Echtheit des Werks auf den angeblichen Ausspruch des sechsten Imams Dschaʿfar as-Sādiq (gest. 765): „Wer von unserer Partei (šīʿa) und denjenigen, die uns lieben, nicht das Buch von Sulaim ibn Qais al-Hilālī hat, der hat nichts von unserer Sache erfasst und weiß nichts über unsere Motive, denn es ist das Alphabet der Schia und eines der Geheimnisse der Familie Mohammeds.“ Der früheste schiitische Autor, bei dem dieser Ausspruch zitiert wird, ist Muhammad Bāqir al-Madschlisī.
Die schiitische Debatte über die Echtheit des Kitāb Sulaim ibn Qais hielt bis ins 20. Jahrhundert an. Der schiitische Gelehrte Abū l-Hasan asch-Schaʿrānī (gest. 1973) folgte der Auffassung Ibn al-Ghadā'irīs und erklärte das Buch für eine Fälschung. Der bekannte Enzyklopädist Āghā-Bozorg Tehrāni (gest. 1969) dagegen, der von der Echtheit des Buchs überzeugt war, stellte seinerseits die Authentizität des Kitāb al-riǧāl aḍ-ḍuʿafā’ von Ibn al-Ghadā'irī in Frage, weil es seiner Auffassung nach viele Elemente enthält, die nach seiner Auffassung gegen die schiitische Lehre verstoßen, und mutmaßte, dass es von einem Gegner der Schiiten unter seinem Namen verfasst worden sein könnte, mit dem Ziel, die Schiiten im Allgemeinen und Sulaim und sein Buch im Besonderen zu diskreditieren.

## Beurteilung in der modernen Forschung
Ignaz Goldziher rechnete das Buch zum pseudepigraphischen Schrifttum der Schia. Auch für M.A. Amir-Moezzi liegt der pseudepigraphische Charakter des Kitāb Sulaim ibn Qais klar auf der Hand. Die Tatsache, dass der Text Informationen zu Sachverhalten enthält, die erst Jahrzehnte bzw. Jahrhunderte nach der Lebenszeit seines angeblichen Autors bekannt waren wie die abbasidische Revolution und die Zahl der zwölf Imame, sind dafür eindeutige Indizien.

### Ursprungsmilieu
H. Modarressi nahm an, dass es einen sehr alten einfachen Kerntext des Buches gibt, der bis zum 10. Jahrhundert mehrfach erweitert wurde, ein Prozess, der sich in verschiedenen aufeinanderfolgenden Rezensionen des Buches spiegelt. H. Modarressi betrachtet diesen Kerntext des Kitāb Sulaim als die älteste erhaltene schiitische Schrift und datiert ihn auf die letzten Jahre der Herrschaft des umaiyadischen Kalifen Hischām ibn ʿAbd al-Malik (reg. 724–743). Dies schließt er unter anderem daraus, dass in dem Buch zwölf Unrechtsherrscher erwähnt werden, die das Kalifat usurpiert haben, und in dieser Reihe Hischām der letzte ist. Hierzu passt auch, dass Muhammad al-Bāqir (gest. 732–737) der letzte der Imame ist, die in dem Buch erwähnt werden. Unter den Nachkommen von ʿAbd al-Muttalib ibn Hāschim werden acht als „Herren des Paradieses“ hervorgehoben: Mohammed, ʿAlī ibn Abī Tālib, dessen Bruder Dschaʿfar ibn Abī Tālib, ihr Onkel Hamza ibn ʿAbd al-Muttalib, al-Hasan, al-Husain, Fātima bint Muhammad und schließlich der Mahdi. Während ab der frühen Abbasidenzeit die Imame aus der Nachkommenschaft ʿAlīs in der schiitischen Lehre auf einer höheren Stufe stehen als Dschaʿfar und Hamza, sind sie hier noch gleichrangig mit ihnen aufgeführt. Außerdem wird in dem Text die Hoffnung auf den Sturz der Umaiyaden durch einen Nachkommen von al-Husain zum Ausdruck gebracht, eine eschatologische Hoffnung, die unter den Aliden der Stadt Kufa verbreitet war. Deren Situation wird in dem Text an mehreren Stellen thematisiert. Aus all dem folgert Modarressi, dass der Urtext des Buchs durch schiitische Anhänger der husainidische Aliden in Kufa während der letzten Herrschaftsjahre von Hischām verfasst wurde. Amir-Moezzi schließt sich dieser Annahme an und fügt hinzu, dass die vielen Widersprüche in dem erhaltenen Text des Kitab Sulaim ibn Qais darauf hinweisen, dass der ursprüngliche Kerntext im Überlieferungsprozess zwar durch Zusätze ergänzt, jedoch selbst nicht unterdrückt wurde.
Demgegenüber hält T. Bayhom-Daou es auch für möglich, dass das Werk erst erheblich später als eine Kompilation solcher Überlieferungen, die auf Sulaim ibn Qais zurückgeführt werden, zusammengestellt wurde. Auffällig ist nämlich, dass das Kitāb Sulaim ibn Qais in den Quellen nicht vor dem frühen 10. Jahrhundert erwähnt wird.

### Datierung einzelner Berichte
Modarressi meint zwar, dass aufgrund der vorhandenen Anachronismen spätere Ergänzungen leicht zu erkennen sind, eine Rekonstruktion des Urtextes des Kitāb Sulaim hält er jedoch für unmöglich, weil dieser stark fragmentiert und über den heutigen Text verstreut sei. Verschiedene Wissenschaftler haben jedoch versucht, einzelne Berichte des Textes zu datieren.
So hat Patricia Crone Bericht 23 über Muʿāwiyas Brief an seinen Gouverneur Ziyād ibn Abīhi analysiert. Sie kommt aufgrund verschiedener Anachronismen in dem Bericht (z. B. schwarze Banner der Abbasiden) sowie der hāschimitischen Ausrichtung des Textes zu dem Schluss, dass er zwischen der abbasidischen Machtergreifung und dem Aufstand von Muhammad an-Nafs az-Zakīya erstellt wurde, nicht jedoch nach 780, als die letzten Vertreter der hāschimitisch ausgerichteten Schia bereits verschwunden waren.
R. Gleave hat den ersten Teil von Bericht 10 analysiert, in dem Sulaim ʿAlī über die Unterschiede zwischen den Schiiten und ihren Gegnern im Tafsīr und Hadith befragt. In seiner Antwort teilt ʿAlī die Traditionarier in vier Typen ein: 1. Heuchler; 2. solche, die Mohammed ohne spezielle Absicht Berichte unterschieben, 3. solche, die bei Überlieferung Abrogierendes und Abrogiertes durcheinanderbringen, und 4. zuverlässige Traditionarier, die das Abrogierende und Abrogierte sorgfältig auseinanderhalten. Die Darstellung der Abrogation in diesem Teil entspricht nach Gleave dem Stand der Diskussion zu dieser Frage zur Zeit von asch-Schāfiʿī (gest. 822). Dies und verschiedene Gesichtspunkte, zum Beispiel, dass ʿAlī auf einer wörtlichen Übermittlung von Hadithen insistiert, veranlassen ihn dazu, diesen Teil des Buchs auf das frühe 9. Jahrhundert zu datieren.
M. M. Dakake weist darauf hin, dass von den beiden Berichten über die Saqīfa einer eine pro-abbasidische Tendenz auf, insofern als er al-ʿAbbās ibn ʿAbd al-Muttalib und seinem Sohn ʿAbdallāh ibn ʿAbbās eine sehr positive Rolle bei den Ereignissen zuschreibt, während der andere Bericht die beiden Personen gar nicht erwähnt. Von diesen beiden Berichten hat nur der zweite, der mit der späteren schiitischen Sicht übereinstimmt, als Zitat Eingang in die spätere schiitische Literatur gefunden, während der erste pro-abbasidische Bericht von allen späteren schiitischen Autoren ignoriert wurde. Sie vermutet, dass dieser erste Bericht mit pro-abbasidischer Tendenz zu der frühesten Rezension des Werks gehörte, während der zweite Bericht erst in der Abbasidenzeit ergänzt wurde, als Aliden und Abbasiden miteinander um die Macht rangen.

### Symbolische Deutungen der Sulaim-Erzählung
Modarressi meint, dass Sulaim ibn Qais nie wirklich existiert hat, sondern nur ein Pseudonym für diejenige Gruppe von Aliden in Kufa war, die das Buch produzierte. Amir-Moezzi hält es für möglich, dass viele Elemente der Berichte über Sulaim und sein Buch rein symbolischen Charakter haben: Sulaim sei eine Chiffre für die Aliden von Kufa, Abān ibn Abī ʿAiyāsch und ʿUmar ibn Udhaina, beides Klienten der Banū ʿAbd al-Qais, symbolisierten die Rolle der Mawālī iranischer Abstammung bei der Übermittlung des Werks. Auf die gleiche Weise interpretiert er die Flucht von Sulaim nach Iran und sein Unterkommen in dem Dorf Naubandadschān. Ein Dorf dieses Namens (heutige Aussprache Nobandagān) existiert zwar noch heute zwischen den beiden südpersischen Städten Dārāb und Fasā, doch meint Amir-Moezzi, dass dieser Name, der auf Persisch die Bedeutung von "Neue Diener (sc. Gottes)" hat, in der Erzählung nicht auf einen wirklichen Ort hinweist, sondern zum Ausdruck bringen soll, dass der Text und seine Lehren im Irak bedroht waren, bei den Neukonvertierten Irans gute Aufnahme fanden und später durch diese im Irak und anderswo verbreitet wurden. Auch die sieben Hadith-Gelehrten, die den Text von ʿUmar ibn Udhaina verbreiteten, können symbolisch interpretiert werden. Sie stehen als Metapher für die sieben Klimazonen und damit für die Weltganzheit.